# Thomas Lemar
Thomas Benoît Lemar (Baie-Mahault, 12 de novembro de 1995) é um futebolista francês que atua como meia-atacante. Atualmente, joga no Girona, emprestado pelo Atlético de Madrid.

## Carreira

### Caen
Em 5 de março de 2013, Lemar assinou seu primeiro contrato profissional com o Caen, com duração de três anos até 2016.

### Monaco
Estreou em 22 de agosto de 2015, marcando gol no empate por 1–1 contra o Toulouse.

### Atlético de Madrid
Em 12 de junho de 2018, Lemar acertou com o Atlético de Madrid, a transferência está estimada entre 70 e 80 milhões de euros 
Na temporada 2022-23, Lemar  sofreu muito com lesões em uma campanha que (de forma impressionante) o levou a não terminar nenhuma partida completa em seus 32 jogos.

#### Girona (empréstimo)
No dia 30 de julho, o Girona confirmou a contratação de Thomas Lemar, cedido por empréstimo pelo Colchoneros.

## Seleção Francesa
Estreou pela seleção principal em 15 de novembro de 2016, no empate por 0–0 contra a Costa do Marfim.

## Estatísticas
Atualizado até 1 de dezembro de 2020.

### Clubes
| Equipe             | Temporada         | Campeonato nacional | Campeonato nacional | Copa nacional | Copa nacional | Competições continentais | Competições continentais | Total | Total |
| Equipe             | Temporada         | Jogos               | Gols                | Jogos         | Gols          | Jogos                    | Gols                     | Jogos | Gols  |
| ------------------ | ----------------- | ------------------- | ------------------- | ------------- | ------------- | ------------------------ | ------------------------ | ----- | ----- |
| Caen B             | 2011–12           | 11                  | 0                   | –             | –             | –                        | –                        | 11    | 0     |
| Caen B             | 2012–13           | 22                  | 0                   | –             | –             | –                        | –                        | 22    | 0     |
| Caen B             | 2013–14           | 15                  | 3                   | –             | –             | –                        | –                        | 15    | 3     |
| Caen B             | 2014–15           | 7                   | 1                   | –             | –             | –                        | –                        | 7     | 1     |
| Caen B             | Total             | 55                  | 4                   | –             | –             | –                        | –                        | 55    | 4     |
| Caen               | 2013–14           | 7                   | 0                   | 3             | 0             | –                        | –                        | 10    | 0     |
| Caen               | 2014–15           | 25                  | 1                   | 1             | 0             | –                        | –                        | 26    | 1     |
| Caen               | Total             | 32                  | 1                   | 4             | 0             | –                        | –                        | 36    | 1     |
| Monaco             | 2015–16           | 26                  | 5                   | 3             | 0             | 5                        | 0                        | 34    | 5     |
| Monaco             | 2016–17           | 34                  | 9                   | 5             | 3             | 16                       | 2                        | 55    | 14    |
| Monaco             | 2017–18           | 22                  | 2                   | 4             | 1             | 3                        | 0                        | 29    | 3     |
| Monaco             | Total             | 82                  | 16                  | 12            | 4             | 24                       | 2                        | 118   | 22    |
| Atlético de Madrid | 2018–19           | 31                  | 2                   | 4             | 1             | 8                        | 0                        | 43    | 3     |
| Atlético de Madrid | 2019–20           | 22                  | 0                   | 0             | 0             | 7                        | 0                        | 29    | 0     |
| Atlético de Madrid | 2020–21           | 7                   | 0                   | 0             | 0             | 5                        | 0                        | 12    | 0     |
| Atlético de Madrid | Total             | 60                  | 2                   | 4             | 1             | 20                       | 0                        | 84    | 3     |
| Total na carreira  | Total na carreira | 229                 | 23                  | 20            | 5             | 44                       | 2                        | 292   | 30    |

## Títulos
Monaco
- Ligue 1: 2016–17

Atlético de Madrid
- Supercopa da UEFA: 2018
- La Liga: 2020–21

Seleção Francesa
- Torneio de Toulon: 2015
- Copa do Mundo FIFA: 2018

### Prêmios individuais
- Jogador do mês da Ligue 1: Novembro de 2016
- 32º melhor jogador sub-21 de 2016 (FourFourTwo)[9]